# 石梁河水库
石梁河水库位于中国江苏省连云港市东海县、赣榆县交界处，是以防洪、灌溉为主，兼有供水、养殖等功能的大（二）型水库。石梁河水库是江苏省最大的人工水库，是连云港市470万人民的重要备用水源。